# Hans Viessmann
Dr Hans Viessmann (ur. 1917 w Hof nad Saale, zm. 30 marca 2002 r.) – jeden z największych niemieckich przemysłowców okresu powojennego. Lata dziecinne spędził między piaskownicą a dobrze rozwijającym się zakładem ślusarskim ojca Johannesa Viessmanna, który w roku 1928 otrzymał pierwsze zlecenie budowy stalowego kotła grzewczego.
W 1938 r. Hans Viessmann zdał egzamin rzemieślniczy w zakresie: ślusarstwa maszynowego.
W latach wojennych pracował jako telegrafista w służbie Wehrmachtu w Grecji, przy czym w wolnym czasie chętnie odwiedzał różne kursy dokształcające i robił szkice nowoczesnych, amerykańskich pieców olejowych, które znajdowały się w większych miastach.
Po wojnie firma ojca wymagała gruntownego remontu. W 1946 Hans ożenił się z Marthą Laute, jej ojciec wsparł wymagany remont firmy.
Praca Hansa doprowadziła do tego, że mały zakład rozbudował do ogromnego koncernu znanego na wszystkich kontynentach. Dzisiaj zakład ten znany jest powszechnie pod marką firmy Viessmann.
Hans Viessmann całe swoje życie poświęcił firmie i jej rozwojowi oraz pracy nad nowymi technologiami techniki grzewczej.